# 長野かづさ
長野 かづさ（ながの かづさ、1982年6月19日 - ）は、岩手県盛岡市出身の元ハンドボール選手。

## 来歴
小学生の時に盛岡市のスポーツ少年団リトルハンドでハンドボールを始めた。
盛岡市立松園中学校から県外の桜花学園高等学校に進学。2年時に地元岩手で行われたインターハイで準優勝。翌年の全国選抜大会で優勝した。高校卒業後は日立栃木ハンドボール部へと入団。一年後に所属するハンドボール部が廃部となり、韓国にハンドボールを学ぶため留学。帰国後、ソニーセミコンダクタ九州BLUE SAKUYA入団し長年に亘り活躍しハンドボール全日本女子代表にも選ばれた。2011年に引退。